# الغجري (قصص مصورة)
“Gipsy” بمعنى الغجري (في بعض الترجمات تكتب "Gypsy") هي سلسلة خيال علمي هزلية فرنسية رسمها الفنان الإيطالي-السويسري إنريكو ماريني وكُتبت من قبل تييري سمولديرين ‏. الشخصية الرئيسية التي تحمل الاسم نفسه هو سائق شاحنة من روما يتمتع بشخصية كاريزمية ويعمل في شبكة عالمية من الطرق السريعة كتاجر مستقل بشاحنته الكبيرة.
تم رسم السلسلة بأسلوب يجمع بين عناصر من مدرسة ligne claire والقصص المصورة الأمريكية والمانجا اليابانية، وتم نشره لأول مرة في عام ١٩٩٢ بواسطة Dargaud . نُشرت ستة مجلدات حتى الآن إبتداء من عام ٢٠١٠. كما تمت ترجمته من الفرنسية الأصلية إلى الألمانية والهولندية والدنماركية والإنجليزية،  وتم بيع الحقوق بعدة لغات أخرى.

## إعداد القصة
تدور أحداث المسلسل في المستقبل القريب (قرابة عدة عقود في القرن الحادي والعشرين) حيث ارغم تلف طبقة الأوزون جميع الرحلات الجوية على التوقف (باستثناء بعض السفن الجوية)، بينما يمتد العالم الآن بواسطة نظام طريق سريع ضخم مترابط يدعى C3C. في نفس الوقت، اشتد تكثف التبريد العالمي واصبحت الثلوج تغطي مساحات كبيرة من الكرة الأرضية وهي وعرة ويصعب عبورها، ولكنها تسمح أيضًا بالتوصيلات الأرضية عبر القطب الشمالي.
تسمح هذه الأداة الأسلوبية للسلسة بتخيل عالم مستقبلي معولم حيث لا يزال يستغرق أسابيع للسفر من نقطة إلى أخرى، وحيث يتنافس سائقو الشاحنات الخاصة والشركات العملاقة (وأحيانًا يتقاتلون) على الشحن المربح. وهذا يسمح بتصوير موقع الاحداث في الكتب المنفردة للسلسلة في أي مكان في العالم، وغالبًا ما يسافروا عبر مناطق نائية وخطيرة. تم تصوير السلسلة حتى الآن في القطب الشمالي من ألاسكا إلى سيبيريا وفي منغوليا ودول خيالية في الشرق الأوسط وأمريكا اللاتينية وكذلك في ألمانيا.

## الشخصيات
تساجوي
يُطلق على Tsagoi لقب «الغجري» بسبب تراثه في روما، وهو شخص بالعادة مندفع وساحر ومبتهج للغاية، تضمن شخصيته ولياقته البدنية أنه متمكن بسهولة من جذب الطرف الآخر عاطفياً. في حين أنه بشكل عام رجل بسيط له اهتمامات بسيطة (أخته أوبليڤيا، شاحنته، نسائه - بهذا الترتيب)، يمكنه أيضًا أن يكون نبيه وواسع الحيلة. تاريخه الشخصي وجذوره الغجرية تجعله حزينًا للغاية في بعض الأحيان والذي ينتهي به الأمر عادة بغناء أغاني روما الحزينة أو العزف على الكمان. إنه مقاتل جيد، فهو بارع بشكل خاص في رمي السكاكين.
أوبليڤيا
شقيقة تساجوي الصغيرة، التي تصغره تقريباً بعشر سنوات، قضت معظم حياتها المبكرة مع شقيقها في دار للأيتام في الأحياء الفقيرة في أوروبا الشرقية، قبل أن يفر شقيقها ليصبح سائق شاحنة. ومع ذلك، كان تساجوي حريص للغاية وناجح، وسرعان ما بدأ في إرسال الاموال لها وفي نهاية المطاف تمكن من نقلها إلى مدرسة داخلية سويسرية لكن دون التمكن من رؤيتها مرة أخرى. اجتمع شملها عندما كانت مراهقة مع تساجوي بعد عقد من الزمن — بعد نفاد أموال الغجري لدفع مصاريف مدرستها بسبب سوء الحظ — صرحت بأنها لا تتذكر أي شيء عن شبابها، وصدمت من سلوك شقيقها القاسي والمواجهات العنيفة في كثير من الأحيان في رحلاتهم. فقط في وقت لاحق بدأت بالميل له وإعادة اكتشاف تراثها الغجري. بالانتقال إلى لوس أنجلوس، أصبحت كاتبة، تصف حياتها المبكرة وتكشف عن أنشطة منظمة إجرامية سرية كبرى تدعى «الجناح الأبيض» والتي تعمل بمثابة خيط يربط بين القصص في السلسلة معًا.

## الترجمات الإنجليزية
قدمت مجلة هيفي ميتال السلسلة المصورة للجمهور الناطق باللغة الإنجليزية في عام ١٩٩٥. في بعض الدول، تم حظر إحدى القصص بسبب تمزق صفحة من آلاف النسخ من عدد نوفمبر ١٩٩٧. عرضت المجلة على القراء بديلاً مقابل رسوم رمزية.
القصص المنشورة في مجلة هيفي ميتال كانت: 
- الغجر: النجم الهائم (٦٠ صفحة، ١٩٩٥-مايو، المجلد ١٩، العدد ٢)
- الغجر: حرائق سيبيريا (٥٤ صفحة، ١٩٩٧-نوفمبر، المجلد ٢١، العدد ٥)
- الغجر: يوم القيصر (٥٥ صفحة، ٢٠٠٠-مايو - المجلد ٢٤، العدد ٢)
- الغجر: عيون سوداء (٥٤صفحة، ٢٠٠١- سبتمبر - المجلد ٢٥ رقم ٤)
- الغجر: الجناح الابيض (٥٤ صفحة، ٢٠٠٢- سبتمبر - المجلد ٢٦، العدد ٤)
- الغجر: قهقهة الازتك (٥٤ صفحة، ٢٠٠٤-يناير - المجلد ٢٧، العدد ٦)

نشرت Nantier Beall Minoustchine Publishing أول قصتين من سلسلة الروايات المصورة بتنسيق ألبوم ذو غلاف ورقي:
- النجم الغجري (٦٤ صفحة،(ردمك 978-1-56163-268-8) ، ٢٠٠٠-سبتمبر)
- الغجري: حرائق سيبيريا (٦٤ صفحة،(ردمك 978-1-56163-326-5) ، ٢٠٠٢-يوليو)

## فيلم
في إحدى المراحل في عام ٢٠٠٠ كان من المقرر أن تصبح السلسلة أساسًا لفيلم حركة حي كبير من إنتاج باري ليفين وإخراج ديميان ليشتنشتاين (من 3000 ميل إلى غريسلاند ‏). إلا ان يبدو أن هذا المشروع قد فشل في المراحل الأولى.